# Hohenberg (zřícenina hradu)
Zřícenina hradu Hohenberg je v rakouském městyse Hohenberg v jižní části Dolních Rakous, v okrese Lilienfeld.

## Historie
V roce 1000 je prokazatelně poprvé Hohenberg zmiňován v klášteře Lamprecht a sice ve spojitosti se jmény Otto, Gottfried a Herand, nazývaných z Hohenbergu, nikoliv však jako prvními vlastníky hradu. V údolí řeky Traisen se vyskytuje více stejných jmen "Hohenberg", proto je nelze přesně blíže přiřazovat k rodu z Hohenbergů. Dnes se tuší, že ve 13. století žili Jindřich a Dietrich, synové Leutolda z Hohenstaffu, kteří snad mohli být staviteli hradu.
Ve sporu o poručenství nezletilého Albrechta II. došlo k bratrovražedné válce. Hans I. bojoval na straně vévodu Ernsta. Vévoda Leopold, zakladatel kláštera Lilienfeld, poslal na Moravu pro rytíře Sokola, aby se zúčastnil vyhlášené trestné výpravy. Ten se však omezil jen na to, aby zabral všechny koně Hohenbergů. Hans I. byl zarmoucený z nedostatečné podpory kláštera a vyplenil potom místo, kde se v tu dobu ukrýval rytíř Sokol.
V roce 1482, když zuřili boje mezi císařem Bedřichem a Matyášem Korvínem, Hans III. dal k dispozici Uhrům své hrady Merkenstein, Hohenberg a Kreisbach.
Roku 1529 Erasmus z Hohenbergu zemřel a tím vymřela jeho větev rodu. Panství přešlo na Viléma z Roggendorfu, manžela Erasmovy dcery Anny. Od té doby docházelo k častým změnám majitelů panství. V roce 1535 přešlo na Sebalda Pögla, barona z Reiffensteinu a Arenbergu.
Roku 1589 získal panství baron Bernard V. Jörger. Roku 1619 císař Ferdinand II. majetky zabavil. Hlavní důvod byl ten, že rodina Jörgerova vlastnila rozsáhlé majetky v údolí řeky Traisen. Vyvlastnění však bylo možné pouze v případě, že by byl hrad dobyt násilím. Při útoku na hrad Hans Baltazar z Hoyosu, střílel, podpaloval a do značné míry ničil vše. Hoyos nakonec dostal hrad lénem a roku 1627 získal do vlastnictví. Protože rodina Hoyosů nebydlela v „Traisentalu“, hrad pro nedostatek údržby stále více chátral.
Na rytině George Matthäuse Vïschera z roku 1672 je již zobrazena poloviční ruina. Pomocné budovy, kruhové věže a hradební zdi jsou na rytině v té době ještě neporušené.
Roku 1892 kvůli stavbě železnice na pravém břehu řeky Traisen byla zbourána čtvercová věž a hladomorna, protože tvořila bariéru mezi hradem a Rierkogelem.
V roce 1933 rodina Wittgensteinů koupila od Hoyosů lesy i s ruinou. Obojí dnes patří lesní správě Wittgensteinů.
V období od 1956 do 1964 bylo provedeno stavební zabezpečení zbytků hradu. Protože se ale o hrad nikdo necítil zodpovědný, očividně chátral.
Roku 2005 převzal dobrovolný spolek skautů ruinu Hohenbergu s cílem ji upravit a zpřístupnit pro cestovní ruch. Osadili zábradlí, upravili cestu a očistili okolí od náletových porostů. Za dva roky byly práce dokončeny. Od té doby je zřícenina pravidelně navštěvována obyvateli z okolí i turisty.

## Architektura
Hrad měl kdysi mohutné zdivo, opevnění s příkopem, vstupní bránu s věží, parkán, předhradí a nádvoří trojúhelníkového půdorysu. Dnes tu jsou ještě vnější hradební zdi a zbytky komínů.